# Cornel Lucas
Cornel Lucas (Londen, 12 september 1920 – aldaar,  8 november 2012) was een Brits fotograaf.
Hij was in 1998 de eerste fotograaf die een BAFTA ontving. Lucas bracht twee boeken uit over zijn werk: "Heads and Tales" en "Shooting Stars". Zijn werk is wereldwijd te zien op fototentoonstellingen. Bijvoorbeeld in de National Portrait Gallery in Londen, National Media Museum en "Photographers' Gallery" in Londen.
Lucas legde veel filmsterren vast op de foto met name in de jaren 40 en 50 zoals David Niven, Gregory Peck, Leslie Caron, Joan Collins, Brigitte Bardot, Diana Dors (in een gondel in Venetië). Maar ook Raquel Welch, Ben Kingsley, Steven Spielberg, Howard Keel, Lauren Bacall en Jill Ireland. Hij was directeur van de fotostudio's van "The Rank Organisation".
Hij trouwde in 1954 met model en actrice Belinda Lee, van wie hij  vijf jaar later scheidde. In 1959 hertrouwde hij met actrice Susan Travers.